# روبي غولدشتاين
روبي غولدشتاين (بالإنجليزية: Ruby Goldstein)‏ مواليد 10 أكتوبر 1907 في مانهاتن، نيويورك، نيويورك، الولايات المتحدة - الوفاة 22 أبريل 1984 في ميامي بيتش، فلوريدا، الولايات المتحدة، كان ملاكم أمريكي سابق.

## إحصائيات
خاض خلال مسيرته 60 نزالا، فاز في 54 ولم يتعادل وخسر في 6. فاز بالضربة القاضية في 38 نزالا.

## روابط خارجية
- روبي غولدشتاين على موقع بوكس ريك (الإنجليزية) (registration required)